# Limnonectes woodworthi
Limnonectes woodworthi là một loài ếch trong họ Ranidae. Chúng là loài đặc hữu của Philippines.
Các môi trường sống tự nhiên của chúng là các khu rừng ẩm ướt đất thấp nhiệt đới hoặc cận nhiệt đới, các khu rừng vùng núi ẩm nhiệt đới hoặc cận nhiệt đới, vùng đất ẩm có cây bụi nhiệt đới hoặc cận nhiệt đới, đồng cỏ nhiệt đới hoặc cận nhiệt đới vùng ngập nước hoặc lụt theo mùa, sông, sông có nước theo mùa, hồ nước ngọt, hồ nước ngọt có nước theo mùa, đầm nước ngọt, đầm nước ngọt có nước theo mùa, suối nước ngọt, phá nước ngọt ven biển, đất canh tác, vùng đồng cỏ, các đồn điền, vườn nông thôn, các vùng đô thị, khu vực trữ nước, ao, ao nuôi trồng thủy sản, hố lộ thiên, đất có tưới tiêu, và đất nông nghiệp có lụt theo mùa.